# Giro dell'Etna 1997
Il Giro dell'Etna 1997, diciassettesima edizione della corsa, si svolse il 2 marzo 1997, per un percorso totale di 156 km. Venne vinto dall'italiano Biagio Conte che terminò la gara in 4h02'00". La gara era inserita nel calendario UCI, come evento di categoria 1.4.

## Ordine d'arrivo (Top 10)
| Pos. | Corridore         | Squadra       | Tempo    |
| ---- | ----------------- | ------------- | -------- |
| 1    | Biagio Conte      | Scrigno-Gaer. | 4h02'00" |
| 2    | Fabio Baldato     | MG Maglificio | s.t.     |
| 3    | Silvio Martinello | Saeco-Juvenes | s.t.     |
| 4    | Gabriele Balducci | Refin         | s.t.     |
| 5    | Massimiliano Mori | Saeco-Juvenes | s.t.     |
| 6    | Felice Puttini    | Refin         | s.t.     |
| 7    | Nicolaj Bo Larsen | Amore & Vita  | s.t.     |
| 8    | Marco Villa       | Brescialat    | s.t.     |
| 9    | Claudio Camin     | Brescialat    | s.t.     |
| 10   | Fabrizio Bontempi | Brescialat    | s.t.     |